# 이현승 (기상 캐스터)
이현승(1985년 2월 9일 ~ )은 대한민국의 기상 캐스터이다 2018년에 MBC 전 기상 캐스터가 되었다. 2024년 9월 15일 사망한 故오요안나를 둘러싼 집단 따돌림 의혹에 가해자로 연루되어

## 경력
- 2008년 : 웨더뉴스 글로벌 웨더자키 12기
- 2010년 ~ 2025년 : MBC 기상캐스터